# Bushra al-Maqtari
Bushra al-Maqtari, född 1979 i Taiz, är en jemenitisk författare, journalist och aktivist. Hon uppmärksammades som en av ledarna under Jemenitiska revolutionen 2011.

## Biografi
Bushra al-Maqtari har en kandidatexamen i historia från Taiz universitet.
al-Maqtari har publicerats i flera arabisktalande och internationella tidningar och tidskrifter, däribland The New York Times. År 2003 publicerade hon skriftsamlingen Dar Ubadi (The Furthest Reaches of Pain) och 2012 utkom romanen Al-Markez al-Thaqafi al-Arabi (Behind the Sun).
Som journalist och författare har al-Maqtari skildrat den jemenitiska befolkningens lidande i inbördeskriget. Hon samlade in över 400 vittnesmål från krigets offer varav några skildras i hennes bok Vad lämnade du efter dig? Röster från Jemens bortglömda krig (2018) som översatts till flera språk.
Till följd av al-Maqtaris ledande roll i protesterna mot Jemens före detta diktator Ali Abdallah Saleh under den arabiska våren utfärdades en fatwa mot henne. Hon kan inte längre röra sig fritt men har trots detta valt att stanna kvar i Jemen.
Bushra al-Maqtari har mottagit flera priser. År 2020 tilldelades hon det tyska priset ”Johann Philipp Palm Award for Freedom of Speech and Press”. 2013 mottog hon också “The Françoise Giroud Award for Defense of Freedom and Liberties” i Paris, samt “Leaders for Democracy Prize” från Project on Middle East Democracy i Washington. År 2024 tilldelades al-Maqtari Tucholskypriset "för sitt orubbliga motstånd mot alla former av förtryck och tyranni och för sitt enastående mod att ge röst åt de civila vars liv har slagits i spillror av krigets förödelse i Jemen."